# Газиев, Исмаил-бек Талиб-бек оглы
Исмаил-бек Газиев (азерб. İsmayıl bəy Qazıyev; 22 декабря 1859, Эривань — ?) — действительный статский советник, вице-губернатор Эриванской губернии.

## Биография
Исмаил-бек Талиб-бек оглы Газиев родился 22 декабря 1859 года в городе Эривани. Закончил Тифлисскую гимназию. Работал на многих важных государственных должностях. В 1904 году был назначен вице-губернатором Эриванской губернии.
Позже семья Газиевых переехала в Карсскую область. Проживали в городах Карс и Ардахан. Однако, из-за сложной ситуации они сбежали в Тифлис, затем в Гянджу, а позже окончательно переехали в Баку.

## Источник
- Ziyəddin Məhərrəmov. İrəvanda məktəbdarlıq və maarifçilik. — Bakı: Nurlan, 2010.